# Gare de Châtelet - Les Halles

Az állomás térképvázlata

A Gare de Châtelet - Les Halles egy föld alatti RER-állomás Franciaországban, Párizsban. A világon ez a legnagyobb föld alatti állomás. Közvetlenül kapcsolódik a Châtelet és a Les Halles szomszédos metróállomásokhoz is. A csomóponton hétköznaponta 750 ezer utas fordul meg (beleértve az átszálló utasokat is), ebből 493 ezer a RER utasa. Nevét a közeli Châtelet köztérről és a Les Halles-ról, Párizs egykori élelmiszer-nagykereskedelméről, a ma bevásárlóközpontként működő Les Halles-ról kapta.
Párizs és a környező települések legforgalmasabb és legfontosabb átszállópontja, hiszen az öt RER vonalból három, továbbá a tizennégy metróvonalból öt találkozik itt. Csúcsidőben 120 vonat fordul meg az állomáson egy óra alatt.
Tulajdonosa és üzemeltetője a RATP.

## Nevezetességek a közelben
- Les Halles
- Châtelet

## RER vonalak
Az állomást az alábbi RER vonalak érintik:
- A RER-vonal
- B RER-vonal
- D RER-vonal

## Kapcsolódó állomások
A metróállomáshoz az alábbi állomások vannak a legközelebb:

### RER- és vasútállomás
- Auber (Gare de Saint-Germain-en-Laye, Gare de Cergy-le-Haut, Gare de Poissy, A RER-vonal)
- Paris Gare de Lyon (Gare de Marne-la-Vallée - Chessy, Gare de Boissy-Saint-Léger, A RER-vonal)
- Paris Gare du Nord (Gare de Mitry - Claye, Gare Aéroport Charles-de-Gaulle 2 TGV, B RER-vonal)
- Gare de Saint-Michel - Notre-Dame (Gare de Saint-Rémy-lès-Chevreuse, Gare de Robinson, B RER-vonal)
- Paris Gare de Lyon (Gare de Malesherbes, Gare de Melun, D RER-vonal)
- Paris Gare du Nord (Gare de Creil, D RER-vonal)

### Metróállomások
Châtelet
- 1-es metróvonal
- 4-es metróvonal
- 7-es metróvonal
- 11-es metróvonal
- 14-es metróvonal

Les Halles
- 4-es metróvonal